# Номер (знак)
Знакът № е типографско съкращение на думата номер (или номера̀). Служи за означаване на номера (поредността) на предметите (при условие че задължително се посочва числената стойност) в редица от други еднородни предмети. Използва се предимно в текстове на кирилица.
В английската типография номерът се означава със символите n° (т.е. малко латинско „n“ и знакът за градус), Nº, No, No. или no. (американски английски), или No или no (британски английски), мн. ч. Nos. или nos. (американски английски) или Nos или nos (британски английски)), също и със знака # (предимно в технически текстове).
В немската типография номерът се означава с буквите Nr.
Във френската типография през XIX век номерът се означавал с № (и в този вид е заимстван от Русия, а оттам по-късно – и от България); в наши дни е прието означението No, no (Nos и noos за множествено число) или No.
В скандинавските езици се използват означенията nr. или nr:.
В български текстове, в случай на ограничени възможности за печат или по други причини, знакът за номер № неправилно се заменя с латинската буква N.
В уникод знакът има код U+2116 и се предоставя по две причини – за използване в текстове на кирилица и за съвместимост с някои азиатски стандарти. В текстове на латиница не се използва. В HTML кодовете са &#x2116; или &#8470;.
Знакът № се използва само заедно с отнасящото се към него число, от което се отделя с разстояние например № 11.